# Организационные формы управления
Организацио́нная структу́ра управле́ния — это совокупность управленческих связей между управляющей и управляемой подсистемами системы управления, характеризующая состав и информационные взаимосвязи, как отдельных исполнителей, так и самостоятельных подразделений, находящихся в последовательной соподчиненности и наделенных конкретными правами.
Для достижения стратегических целей структуру управления выбирают в зависимости от того, какое направление деятельности организации является наиболее значимым.
1. Функциональные структуры — структуры, которые формируются на базовых функциях организации.
2. Дивизионные структуры — структуры, которые принимают за основу регион, клиента или продукт.
3. Проектные структуры — структуры, которые формируются на базе проекта.
4. Матричные структуры — структуры, в которых организационные звенья формируются на базе двух и более одновременных признаков.
5. Сетевые структуры — структуры, в которых организационные звенья формируются динамически под реализуемые инновационные проекты.

## Функциональная структура
Функциональная структура — структура, в которой должностные позиции группируются в организационные звенья по признаку выполнения ими функций.
Основные функции определяются типом экономической деятельности организации.
К основным функциям относят закупки, финансирование, сбыт, производство и управление в целом, включающие в себя операции, которые связаны с наймом персонала.
Функции, без которых организация может обойтись при отсутствии особой регламентации, которая обязывает четкого исполнения данных функций называются дополнительными.
К дополнительным функциям относят учёт, обеспечение безопасности, исследования и разработка, управление персоналом (за исключением найма и увольнения) и деятельность секретариата.
Централизация, профессионализм, экономичность являются визитной карточкой функциональной структуры.
Линейную, функциональную и линейно-функциональную структуры управления, в литературе часто выделяют отдельно.

## Дивизиональная структура
Фирма разбивается на некоторые структурные подразделения, деятельность каждого из которых протекает на отдельных целевых рынках, притом центральный офис предоставляет подразделениям полную автономию. Такие автономные структурные подразделения называются дивизионами. Все вопросы как оперативные, так и стратегические, связанные с операциями компании уполномочен решать руководитель дивизиона. Однако за головным офисом компании сохраняются стратегические задачи управления офисом.
Дивизионы, в зависимости от выделения компанией признаков целевых рынков, бывают: клиентские, продуктовые, региональные.
- Организационная структура, деятельность которой направлена на клиента возникает тогда, когда у организации появляется несколько важных групп потребителей потребности которых настолько специфичны, что организация создает подразделения, обслуживающих исключительно свою группу потребителей и действующих как практически независимая единица.
- Продуктовая структура - дивизионы формируются на базе видов производимой продукции и товаров. В подчинении руководитель такого дивизиона, на самом деле, находится однопродуктовая компания.
- Региональные структуры - данная структура широко используется компаниями, которая осуществляет операции на международном уровне.

Наиболее ярким примером выступают международные консалтинговые фирмы.
В самом начале компании еще только изучают и анализируют зарубежные операции, для этого назначается управляющий по экспорту, который находится в подчинении у руководителя маркетингового отдела. При необходимости, в каждой стране, такие компании имеют возможность создавать филиалы, а руководитель зарубежного филиала находится в подчинении исполнительного директора или президента компании.
Следующий этап развития — создать международное отделение во главе с руководителем, также находящегося в подчинении президента компании. Все функции сосредоточены в международном отделении (маркетинг, финансы, производство, кадры), необходимые дли руководства деятельности филиалов. Организационная структура снова может подвергается изменениям, если в стратегическом плане компании перестают делать основной акцент на операции внутри одной страны и деятельность компании стала глобальной по своему характеру.
Наиболее распространенными считают глобальную продуктовую структуру и глобальную региональную структуру.

## Проектная структура
В основе проектной структуры управления лежит организация работы над проектом, то есть любое производство, направленное на создание нового продукта, услуги, работы, исследования и т. п. В компании могут реализовывать одновременно несколько проектов, каждый из которых имеет определенные сроки начала и окончания, назначается руководитель проекта, выделяются определенные ресурсы: кадры, финансы, оборудование и т. п.
Управление проектом реализует все функции менеджмента: прогнозирование, планирование, организацию, координирование, мотивацию, контроль и т. п.
После завершения работы над проектом данная структура прекращает своё существование, её составляющие, включая кадровый состав, переходят в новый проект или увольняются. По форме структура управления по проектам может являться линейной или дивизионной, в которой определенный дивизион существует на время выполнения проекта, а также смешанной.

## Матричная структура
Матричная структура является органичным сочетанием двух и более указанных выше структур: проектной и функциональной, региональной и товарной, клиентской и региональной и т. д. отличительной особенностью матричной структуры является подчинение сотрудников двум или более руководителям одного уровня.
Руководитель проекта ставит задачи перед членами проектной группы, определяет сроки, осуществляет контроль за деятельностью группы. Руководители функциональных служб определяют способы решений поставленных перед соответствующими специалистами задач и контролируют ход их решений.
Два основных отличия матричной структуры от проектной структуры:
1. Матричная структура — постоянное образование;
2. В матричной структуре сотрудники подчиняются сразу двум руководителям, находящимся на одном уровне управленческой иерархии.

## Сетевая структура
Сетевая структура формируется динамически под реализуемый инновационный проект. В такой организационной системе лидером временного структурного подразделения назначается инициатор инновационной идеи. 

## Примечание
1. ↑  Быкова А. Организационные структуры управления — М.: ОЛМА-ПРЕСС Инвест: институт экономических стратегий, 2003 — С. 24-30.
2. ↑  Баринов В. А. Организационное проектирование — М.: Инфра-М, 2012 — С.66-71.
3. ↑  Виханский О.С., Наумов А.И. Менеджмент – М.: Гардарики, 2006. – С.368-369.
4. ↑  Пивнев Е.С. Теория управления – Томск: Томский межвузовский центр дистанционного образования, 2005. – С. 81-95.